# Rendezvous Pitch Maneuver

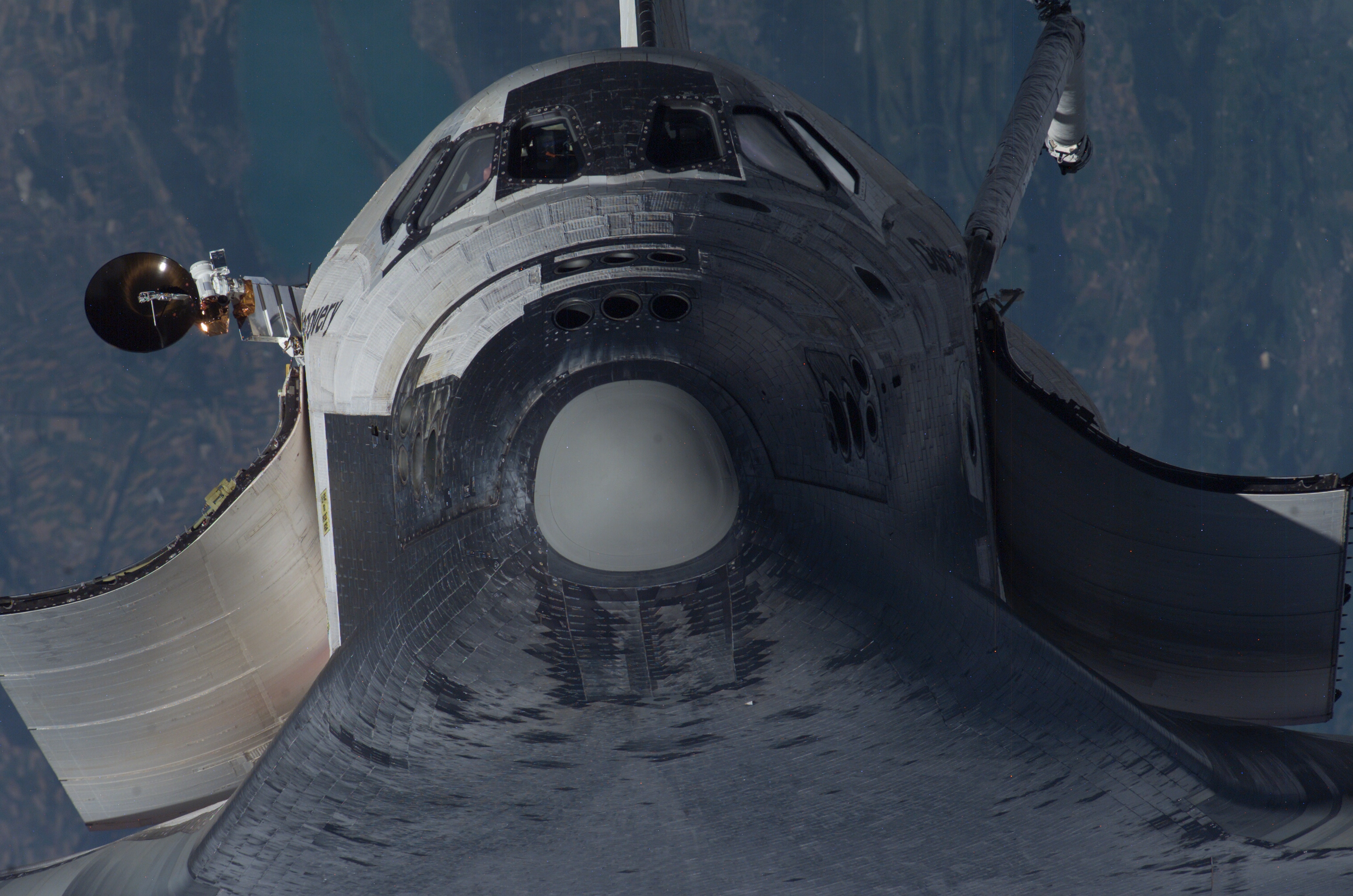
Die Discovery beim allerersten RPM während der Mission STS-114

Das Rendezvous Pitch Maneuver (RPM) war ein seit STS-114 im Juli 2005 vom US-amerikanischen Space Shuttle praktiziertes Flugmanöver zur Überprüfung des Hitzeschildes auf eventuelle Schäden. Dieses Manöver wurde seitdem bei jeder Shuttle-Mission zur Internationalen Raumstation vor der Kopplung mit der Station durchgeführt.

## Beschreibung
Das RPM war ein Manöver, bei dem die Unterseite der Raumfähre in Richtung der ISS gedreht wurde, damit die dortige Besatzung den Hitzeschild mit hochwertigen Digitalkameras fotografieren konnte, um hierdurch eventuelle Schäden, die bei der Voruntersuchung mit dem Orbiter Boom Sensor System übersehen wurden, zu entdecken.
Voraussetzung für dieses Manöver war ein präziser Anflug von unten an die ISS, damit das Sonnenlicht die Unterseite des Orbiters beleuchten konnte, wenn diese zur Station gerichtet war. Das Manöver musste nah an der Station durchgeführt werden, damit die Kameras an Bord der Station die nötige Aufnahmepräzision garantieren konnten. Dies erforderte besondere Fliegerfertigkeiten des Piloten dieses Manövers. Aus diesem Grunde wurden die meisten RPMs vom Shuttle-Kommandanten statt vom Piloten geflogen, weil dieser die größere Flugerfahrung im Weltraum hatte.
Das Flugmanöver beschrieb eine 360°-Drehung des Orbiters und ähnelte einer „Rolle rückwärts“, weswegen das Manöver auch diese Bezeichnung trägt. Es wurde in der Regel in etwa 180 Metern Entfernung von der Station durchgeführt. Das Manöver musste sehr langsam geflogen werden, damit die Besatzung der Raumstation die nötige Zeit für das Fotografieren der Unterseite des Shuttles hatte. Dies machte das Manöver auch so schwierig, weil es aufgrund der langsamen Drehung sehr viel Zeit in Anspruch nahm und der Pilot die Raumstation nicht sehen konnte, während die Unterseite des Shuttles zur ISS zeigte. Er konnte also nicht erkennen, ob sich das Shuttle eventuell der Station in kritischer Hinsicht näherte oder ob es sich derart weit entfernte, dass die Kameras in der Station nicht mehr die nötige Aufnahmenpräzision erreichen konnten. Er musste Position und Bewegung des Shuttles also schon vor dem eigentlichen Manöver genau abschätzen.
Die erste Mission, bei der das Rendezvous-Pitch-Manöver durchgeführt wurde, war STS-114, die erste Shuttle-Mission nach der Columbia-Katastrophe. Durchgeführt wurde das Manöver zuerst von Shuttlekommandantin Eileen Collins mit dem Space Shuttle Discovery. Danach wurde es regelmäßig bei den Shuttle-Flügen zur ISS durchgeführt.
Erfunden wurde dieses Manöver von den NASA-Ingenieuren Steve Walker, Mark Schrock und Jessica LoPresti. Nötig wurde dieses Verfahren, weil manchmal Teile der Schaumisolierung des Außentanks während der Starts abfielen und mit großer Wucht auf den Hitzeschild der Shuttles prallten. Der Aufprall eines solchen Teils aus Schaummaterial war so stark, dass er schwerwiegende Schäden am Hitzeschild hervorrufen konnte, wie es bei der Columbia-Katastrophe im Februar 2003 der Fall war.